# Bengt Hillman
Bengt Adolf Hillman, född 22 april 1900 i Stockholm, död där 20 september 1984, var en svensk skolman.
Bengt Hillman avlade folkskollärarexamen 1923, blev anställd vid Stockholms folkskolor 1924, var redaktionssekreterare i Folkskollärarnas tidning 1935–1938, blev andre redaktör 1943 och huvudredaktör 1946. Han var sekreterare i Sveriges folkskollärarförbund 1939–1942 och hade expertuppdrag inom 1940 års skolutredning och 1946 års skolkommission. Genom tidningsartiklar, föredrag och kommittéarbete verkade Hillman för främjande av folkskollärarnas intressen pedagogiskt, ekonomiskt och organisatoriskt.